# Кубок Финпромко

Россия — обладатель Кубка Финпромко - 2009

Кубок Финпромко — ежегодный мини-футбольный турнир с участием национальных сборных, c 2007 по 2009 год ежегодно проходивший в Екатеринбурге во Дворце игровых видов спорта, домашней площадке мини-футбольного клуба «ВИЗ-Синара».

## История и формат турнира
Проводится с 2007 года. В первом его розыгрыше приняла участие сборная Испании по мини-футболу, являвшаяся на тот момент действующим чемпионом мира и Европы, и именно она стала первым обладателем трофея. В дальнейшем его выигрывала только сборная России. В 2009 году было объявлено о приезде в Екатеринбург новоиспечённых чемпионов мира, бразильцев, однако лидеры южноамериканцев не были отпущены клубами, поэтому было принято решение о выставлении вместо них сборной бразильских легионеров российского чемпионата.
В турнире участвуют четыре команды: сборная России и три приглашённые национальные сборные (в 2007 году четвёртым участником был «ВИЗ-Синара»). Организаторами составляются полуфинальные пары, в которых и определяются участники финала.
Последний розыгрыш турнира прошёл в 2009 году. Информация о возобновлении его проведения отсутствует.

## Результаты
| Дата                 | Финальная игра | Финальная игра | Финальная игра        | матч за 3-е место | матч за 3-е место         | матч за 3-е место         | матч за 3-е место |
| Дата                 | Чемпион        | Счёт           | Вице-чемпион          | 3-е место         | Счёт                      | Счёт                      | 4-е место         |
| -------------------- | -------------- | -------------- | --------------------- | ----------------- | ------------------------- | ------------------------- | ----------------- |
| 2007 (28—29 марта)   | Испания        | 3 - 1          | Россия                | Белоруссия        | 2 - 2 (3 - 0) по пенальти | 2 - 2 (3 - 0) по пенальти | МФК ВИЗ-Синара    |
| 2008 (27—28 января)  | Россия         | 2 - 1          | Украина               | Хорватия          | 2 - 2 (3 - 2) по пенальти | 2 - 2 (3 - 2) по пенальти | Венгрия           |
| 2009 (10—12 февраля) | Россия         | 5 - 1          | Бразильские легионеры | Венгрия           | 2 - 2 (4 - 2) по пенальти | 2 - 2 (4 - 2) по пенальти | Хорватия          |